# Немачке лаке крстарице класе Кенигсберг
| Лаке крстарице класе Кенигсберг | Лаке крстарице класе Кенигсберг                                        |
| ------------------------------- | ---------------------------------------------------------------------- |
|                                 |                                                                        |
| Лака крстарица Карлсруе         |                                                                        |
| Корисник                        | Немачка ратна застава                                                  |
| Почетак градње:                 | 1926.                                                                  |
| Поринуће:                       | 1927—1928.                                                             |
| Завршетак градње:               | 1929—1930.                                                             |
| Основне катактеристике          |                                                                        |
| Дужина:                         | 174 метара                                                             |
| Ширина:                         | 15,20 метара                                                           |
| Газ:                            | 6,28 метара                                                            |
| Тежина:                         | 6756 тона (стандардни депласман) 7700 тона (пуни депласман)            |
| Погон:                          | 6 котла ВМФ, снаге 68.200 КС дизел уређај МАН, снаге 1800 КС           |
| Посада:                         | 820 официра и морнара                                                  |
| Наоружање:                      | Топови: 9 топа 150 mm, 6 топа 88 mm, 8 топа 37 Торпеда: 12 × 533 mmАвиони: 2 |
| Максимална брзина:              | 32,1 чворова                                                           |
| Бродови класе                   |                                                                        |
| Кенигсберг, Келн, Карлсруе      |                                                                        |

Крстарице класе Кенигсберг су биле прва серија немачких лаких крстарица изграђених након Првог светског рата. Укупно је изграђено 3 брода од којих су два потопљена почетком Другог светског рата, током инвазије на Норвешку.

## Историја
Израда пројекта за крстарице класе Кенигсберг започет је пре него што ће прва немачка крстарица изграђена након Првог светског рата да уђе у строј. Разлог за то је - велики број недостатака пројекта крстарице Емден. Нови бродови требало је да замене лаке крстрарице: Тетис, Медуза и Аркона, које су изгубиле сваку вредност као борбени бродови. Основни параметри пројекта били су у склопу Версајског ограничења. Зато су немачки конструктори пробали да направе пројекат за најзаштићенији и јако наоружани рејдер и извиђач у ограничењу од 6.000 тона. Решење тог проблема је пронађено у билансу различитих елемената на броду. За главну артиљерију, одабрана је варијанта од 9 топа 150 mm, постављених у три куле (3×3). На тај начин нове немачке лаке крстарице су биле јаче не само од нових француских крстарица Диге Труен него и од свих британских крстарица наоружаних топовима 152 mm, изграђених крајем Првог светског рата. Предложена шема распореда главне артиљерије је оптимална за крстарицу извиђач а у мањем степену и за рејдера. Две куле на крми су омогућавале да се усредсреди максимална ватрена моћ у задњој полусвери. Тако би крстарица имала највише шансе да побегне од јачег непријатеља, а велика брзина би јој дозволила да се удаљи и заузме најбољу позицију за гађање у сусрету са трговачким бродовима. Јако наоружање и постојање хидроавиона је компензирано са малом оклопном заштитом. Дебљина оклопа бокова и палубе остала је иста као и на крстарици Емден и немачким крстарицама са краја Првог светског рата. Палуба је имала заштиту од само 10 mm на свим местима осим изнад магацина где је била дебљине 40 mm. Код постављања погонских уређаја, јавио се други проблем, пред којим су се нашли немачки конструктори. Дизел-мотори су се налазили још увек у етапи пројектовања и за њихову израду је било потребно време. Високопродуктивни котлови за врућу воду су такође били у фази израде. Зато је узабрана варијанта са турбинама за брзу вожњу и дизел-моторима мале снаге за економичну вожњу.
Главна карактеристика нових бродова је било максимално олакшање трупа - нешто некарактеристично за немачке бродове, који су се одликовали поузданим и доста тешким трупом. Конструкторски послови су били на граници разума, рецимо олакшавање чак и конструкције надградње, нешто што до тада није урађено никад. Електрозаваривање је коришћено приликом израде скоро 85% спојева. На тај начин су успели да се држе задате тежине, но трупови бродова нису били безбедни прилоком пловидбе по лошем времену и на океанима. Прогресивно на први поглед решење, касније се показало као судбоносно за крстарице.
Крстарице класе Кенигсберг, гледано у целини су имале добар унутрашњи распоред - рецимо погонски уређаји су били распоређени у 7 различитих одсека. То је гарантовало значајну сигурност у борби, мада, против подводних експлозија је немогуће да се осигура заштита малог брода. Унутрашњи део бокова је био дебљине 15 mm у горњем делу и 6 mm у основи и играо је улогу противторпедне преграде. Спољна плоча дуплог дна је имала дебљину 10 mm - 14 mm, а унутрашња 8 mm. Бок је покривао оклопни појас дебљине 50 mm, међутим као што је већ речено дебљина палубе је само изнад магацина била већа од 10 mm.
Претпоставка да су нове немачке крстарице одлично заштићене базирала се на наслеђу из Првог светског рата, пошто су Немци били познати по градњи јако заштићених бродова. У информаторима о ратним бродовима је писало да оклоп крстарица износи 100 mm на крајевима а 60 mm на средини бока, мада је у стварности све било упола мање.
Главну артиљерију на броду чинило је 9 топа 150 mm модел СКЦ/25 фирме „Рајхнметал-Борзиг“. За њих су предвиђени панцирни, полупанцирни и фугасни пројектили. Топови су били распоређени у три куле ЛЦ/25 - једна на прамцу и две на крми. Куле су омогућавале да топови могу да гађају циљеве у ваздуху под углом од 40°, и имале су оклоп предње плоче од 30 mm, а са стране и одпозади 20 mm. Очигледно одбрамбени и нетрадиционални распоред главне артиљерије није давао мира немачким конструкторима. Зато распоред кула није ишао линеарно већ у ешалону. Немци су у Првом светском рату тако распоређивали куле главне артиљерије на неким бојним крсташима и бојним бродовима, но на крстарицама је то било новина. Након крстарица класе Кенигсберг, то више није практиковано. Противавионску артиљерију су чинила 3 топа 88 mm модел МПЛ Ц/13, израђених још за време Првог светског рата и били су потпуно застарели. 
Крстарице ове серије су први немачки бродови који су снабдевени авионима. Због ограниченог простора на њима није предвиђен хангар и авиони су се налазили на катапултима. У почетку на бродовима су се налазили авиони Хеинкел Хе 60.

## Тактичко-технички подаци
- Тежина:
  - 6.756 тона стандардни депласман
  - 7.700 тона пуни депласман
- Димензије:
  - Дужина: 174,00 метара
  - Ширина: 15,20 метара
  - Газ: 6.28 метара (средњи газ)
- Максимална брзина:
  - 32,1 чвора
- Погон: 6 котла ВМФ, 4 турбине 68.200 КС, дизел уређај МАН 1.800 КС
- Максимална даљина пловљења: 7.300 наутичких миља/ 17 чвора
- Количина горива: 1184 тона нафте и 261 тона дизела
- Наоружање:
  - Главна артиљерија: 3 × 3 топа 150 mm
  - Помоћна артиљерија: 6 × 1 топа 88 mm
  - Противавионска артиљерија: 4 × 2 топа 37 
  - Торпедне цеви: 4 x 3 533 mm
  - Авиони: 2 × Хеинкел Хе 60 или Арадо Ар 196
- Оклоп:
  - Оклопни појас: 30-50 
  - Палуба: 10-40 mm
  - Артиљеријске куле 150 : 20-30
- Посада: 820 официра и морнара

## Модернизација
Крстарице класе Кенигсберг су модернизоване по различитим програмима. Јединствен програм модернизације, предвиђао је ојачавање трупа. Почетак рата је пореметио те планове. У току зимског ремонта на свим бродовима су замењени торпедни апарати, ваздухопловни уређаји и додати су противавионски топови. Такође су модернизовани радиолокатори и систем за управљање ватром. Крстарица Карлсруе је једина прошла кроз цео програм за ојачавање трупа. Повећана ширина трупа је смањила брзину брода на 28 чвора. На димњацима су постављени штитници који су одводили дим ка крми. Суштински највише промена је имала крстарица Келн. Још 1938. године са брода су скинути катапулти, авиони и други ваздухопловни уређаји. Модернизације практично није ни почела а брод је остао без авиона до краја своје каријере. Након што је одређен за школски брод, планови за модернизацију су стопирани. Пре него је послат за Норвешку током 1942. године са брода су уклоњена 2 двоцевна топа 37 mm и 2 од 20 mm. Тада је додат нови радиолокатор типа Фу Мо 21. По плану за 1944—1945. годину предвиђено је да се повећа број противавионских топова од 37 mm и 20 mm, но ти планови нису реализовани. 

## Бродови
Сви бродови класе Кенигсберг носили су имена немачких лаких крстарица из Првог светског рата.
| Име        | Бродоградилиште                   | Почетак градње  | Поринуће         | Завршетак градње  | Белешка                    |
| ---------- | --------------------------------- | --------------- | ---------------- | ----------------- | -------------------------- |
| Кенигсберг | Reichsmarinewerft - Вилхелмсхафен | 12. април 1926. | 26. март 1927.   | 15. октобар 1929. | Потопљена 10. априла 1940. |
| Карлсруе   | Deutsche Werke - Кил              | 27. јул 1926.   | 20. август 1927. | 6. новембар 1929. | Потопљена 9. априла 1940.  |
| Келн       | Reichsmarinewerft - Вилхелмсхафен | 7. август 1926. | 25. мај 1928.    | 15. јануар 1930.  | Потопљена 3. марта 1945.   |